# 布科什尼察鄉
45°18′N 22°16′E / 45.300°N 22.267°E
布科什尼察鄉（羅馬尼亞語：Comuna Bucoșnița, Caraș-Severin），是羅馬尼亞的鄉份，位於該國西南部，由卡拉什-塞維林縣負責管轄，面積98平方公里，海拔高度254米，2007年人口3,026，人口密度每平方公里31人。